# Meroterpene
Ein Meroterpen (oder Meroterpenoid) ist eine chemische Verbindung mit einer terpenoiden Untereinheit.

## Beispiele

### Terpenphenole
Terpenphenole sind Terpene, die als Struktureinheit Phenole enthalten.
Pflanzengattungen wie Humulus und Cannabis produzieren terpenphenolische Metaboliten wie Humulon und Tetrahydrocannabinol. Andere Beispiele für pflanzliche Terpenphenole sind Bakuchiol und Lapachol.
Terpenphenole können auch aus Tieren isoliert werden. Dazu gehören Methoxyconidiol, Epiconicol und Didehydroconicol, die aus der Seescheide Aplidium densum isoliert wurden und antiproliferative Aktivität zeigen.